# Omicidio di James Bulger
L'omicidio di James Bulger venne commesso il 12 febbraio 1993 a Liverpool quando un bambino di due anni originario di Kirkby, in Inghilterra, venne rapito e ucciso da altri due bambini, Jon Venables e Robert Thompson, entrambi di dieci anni.
James scomparve dal centro commerciale New Strand a Bootle, dove si trovava con sua madre Denise. Il suo corpo mutilato fu ritrovato sui binari di una linea ferroviaria a Walton il 14 febbraio. I rapitori furono arrestati il 20 febbraio e il 24 novembre furono giudicati colpevoli dalla corte suprema di Preston e condannati a otto anni di carcere; nel 2001 vennero rilasciati e venne assegnata loro una nuova identità.

## La vittima
James  nacque a Kirkby, contea di Merseyside, il 16 marzo 1990.
Suo padre, Ralph Bulger, e sua madre, Denise Fergus, divorziarono poco dopo l’omicidio.

## Il rapimento
Pochi giorni dopo la scomparsa del bambino, l'insieme delle testimonianze e l'interrogatorio dei due ragazzini permise di ricostruire nei dettagli la vicenda. Le immagini registrate dalla telecamera di sorveglianza del New Strand Shopping Center a Bootle mostrarono i due rapitori, Jon Venables e Robert Thompson, osservare i bambini che passavano vicino all'entrata del negozio, scegliendo un obiettivo. Quel giorno i due ragazzi avevano marinato la scuola, e si erano recati ai magazzini Strand per rubare oggetti di poco conto, tra cui le batterie elettriche e un barattolo di vernice blu per modellismo che furono ritrovati sulla scena del crimine.
Dopo essere stati scacciati da diversi posti, uno dei due maturò l'idea di rapire un bambino. Secondo Jon, Robert disse di prendere un bambino e di portarlo in mezzo alla strada per provocare un incidente. Dapprima tentarono di attirare verso di loro un bambino di 2 anni che giocava fuori da un negozio con la sua sorellina, ma la madre recuperò il piccolo e li scacciò. La donna riportò che, uscendo dal negozio, li sentì dire "prendiamo uno dei due". Ritornarono quindi verso il New Strand Shopping Centre, dove James Bulger, un bimbo di due anni, si era recato insieme a sua madre Denise. La donna entrò in una macelleria alle 15:40, e James rimase vicino alla porta aperta. In quel momento i due futuri assassini gli si avvicinarono e lo portarono fuori: alle 15:42 Denise Bulger si accorse che il piccolo era scomparso. Il momento del rapimento era stato ripreso dalle telecamere a circuito chiuso del negozio.
I ragazzi condussero per mano James Bulger per circa 4 chilometri, fino a raggiungere un canale. Qui Robert iniziò a scherzare sulla possibilità di gettarvi il piccolo. Poi uno dei due (ognuno accusò l'altro) prese per i piedi il piccolo e lo lasciò ricadere sulla testa, provocandogli una profonda ferita sulla fronte. Quindi i due aggressori fuggirono e si nascosero poco lontano, in attesa che un'auto di passaggio investisse il bambino; dopo alcuni minuti di attesa vana, tornarono indietro, lo recuperarono e tornarono verso il paese.
Jon coprì la fronte di James con il cappuccio del suo giubbotto per mascherare la ferita. Molte persone notarono il trio, ma nessuno li fermò, ritenendoli due bambini con il proprio fratellino, nonostante molti avessero notato che James piangeva e che aveva un taglio sulla fronte. Un motociclista disse di aver visto i due ragazzini trascinare il bimbo contro la sua volontà; altri testimoni affermano che Robert gli tirò un colpo nelle reni per convincerlo a procedere. Arrivati a un incrocio, il piccolo sfuggì dalle mani dei rapitori e corse in strada, ma Robert lo raggiunse e lo trascinò via. Molti motociclisti notarono il bambino che veniva tirato mentre puntava i piedi e si rifiutava di camminare.
Di fronte alle resistenze di James, Jon lo prese per le gambe e Robert per il busto, e in questo modo lo trasportarono fino al prato dinanzi a un ristorante. Qui una donna anziana, notate le ferite di James, si avvicinò loro e chiese se ci fossero problemi: Jon e Robert dissero di non conoscere il bambino, che probabilmente si era perduto, e di averlo trovato in fondo a una collina. La donna indicò ai ragazzi la più vicina stazione di polizia, ma si stupì nel notare che essi si dirigevano in direzione opposta a quella da lei indicata; tentò di richiamarli, ma non ottenne risposta. Il trio giunse così fino a County Road, dopo aver percorso altre 2 miglia.
Un'altra donna chiese ai due cosa fosse successo, e i ragazzini risposero ancora di aver trovato un bambino perduto e che lo stavano portando alla stazione di polizia. Un'altra donna ascoltò la conversazione e si insospettì, ma i due ragazzi risposero evasivamente alle sue domande prima di allontanarsi. I ragazzi furono poi visti dagli avventori e dai gestori di diversi negozi, dove si presentarono nuovamente come tre fratelli.
Infine Jon, Robert e James si trovarono davanti all'entrata della Walton & Anfield, una piccola stazione pressoché in disuso su Walton Lane. Erano le 17:30 e il sole era ormai tramontato; la stazione della polizia era alla loro destra, la casa di Robert alla loro sinistra, ma i due ragazzi decisero di tornare verso la ferrovia. In tutto erano stati visti da trentotto persone, che avrebbero testimoniato e che sarebbero diventate oggetto di diverse polemiche, visto che nessuno era intervenuto. Mentre si dirigevano verso la ferrovia, Jon strappò il cappuccio dal giubbotto di James e lo gettò fra gli alberi. L'indumento era servito a nascondere le ferite di James: Jon, a quel punto, lo ritenne evidentemente non più necessario.

## L'omicidio
I fatti stabiliti dal processo mostrano che, nei pressi della stazione ferroviaria, uno dei ragazzi tirò la vernice blu acquistata allo Strand sulla faccia di James; lo colpirono poi con dei mattoni, con dei sassi e con una sbarra d'acciaio pesante 10 kg. Il bambino fu preso anche a calci, e Thompson diede una pedata così forte al viso del piccolo che l'impronta della sua scarpa vi rimase stampata, venendo rilevata giorni dopo dall'analisi forense. Quindi gli abbassarono i pantaloni e uno dei due ragazzi (o entrambi) maneggiò i suoi genitali, come risultò dall'autopsia.
Furono ritrovate accanto al suo cadavere le pile stilo acquistate da Strand: inizialmente si ritenne che fossero state infilate nel retto del piccolo, ma ad una più accurata analisi, oggi si è dimostrato che gli furono messe in bocca. James subì fratture al cranio dovute all'utilizzo della sbarra d'acciaio; tuttavia, secondo Alan Williams, il medico forense che esaminò il caso, James soffrì talmente tante ferite che è impossibile stabilire quale sia stata quella fatale.
Prima di lasciarlo, i ragazzi depositarono James, ancora vivo, sui binari ferroviari, coprendo la sua testa con sassi, nella speranza che un treno lo investisse e la sua morte sembrasse accidentale. Dopo che gli assassini ebbero abbandonato il luogo del delitto, il corpo del piccolo fu tranciato in due da un treno. Due giorni dopo, il 14 febbraio, il corpo mutilato di James fu ritrovato; il medico forense verificò che era morto prima del sopraggiungere del mezzo. Quando si chiarirono le circostanze della morte, i tabloid denunciarono le persone che avevano visto James Bulger che veniva trascinato per la città e non erano intervenute, come i "38 di Liverpool" (si parlò di un effetto Kitty Genovese). Sul luogo dell'omicidio tutte le famiglie locali depositarono fiori in memoria di James, ed una rosa fu depositata anche da Robert Thompson (non ancora indagato).

## Le indagini
Il crimine scatenò un'ondata di rabbia a Liverpool. La famiglia di un ragazzo che fu interrogato, ma successivamente rilasciato, fu costretta a cambiare città. La fine delle ricerche avvenne quando una donna, che credette di riconoscere nelle immagini della telecamera dei grandi magazzini due ragazzini locali, contattò la polizia, che arrestò i due sospetti. La giovane età dei ragazzi scioccò gli investigatori. Le prime notizie sulla stampa e le informative della polizia avevano parlato genericamente di "due giovani" (suggerendo che i due ragazzi fossero adolescenti), essendo difficile dedurre la loro età dalle confuse immagini della telecamera di sorveglianza.
La condotta dei due ragazzini, durante l'interrogatorio, risultò diversa: Thompson rimase sostanzialmente freddo, piangendo solo occasionalmente e in maniera poco credibile e negando sempre qualsiasi addebito, affermando anzi (quando non poté più negare di essere presente sulla scena del crimine) di aver tentato di salvare James da Venables, descritto come uno psicolabile. Venables fin dall'inizio ebbe una reazione isterica piangendo ininterrottamente, e fu molto difficile condurre l'interrogatorio. Inoltre era molto preoccupato dal giudizio di sua madre. Quando sia il padre che la madre gli dissero che avrebbero continuato a volergli bene lo stesso, egli saltò in braccio a sua madre e sospirò: "Io l'ho ucciso. Direte a sua madre che mi dispiace?". In breve tempo iniziò ad ammettere i crimini, aggiungendo nuovi particolari alla sua narrazione: affermò che l'idea e la messa in atto del crimine era stata di Thompson e che lui si era limitato a partecipare in maniera passiva. Ammise di aver tirato dei sassi su James, ma disse di aver usato solo pietre leggere e lisce, e di aver di proposito mancato il bersaglio, mentre Thompson aveva materialmente ucciso il bimbo. Negò invece tutte le altre accuse.
I test forensici verificarono che entrambi i ragazzi avevano i vestiti sporchi di vernice blu, la stessa ritrovata sul cadavere, ed entrambi avevano sangue sulle scarpe: il sangue sulla scarpa di Thompson fu attribuito a Bulger dai test del DNA. Entrambi i ragazzi attribuirono al compagno l'omicidio, e affermarono di essersi sporcati toccando James nel tentativo di salvarlo dall'altro. Thompson fece notare agli investigatori di avere un fratellino della stessa età di James Bulger: "Se avessi voluto uccidere un bambino, avrei potuto uccidere lui". Affermò che anche gli insegnanti potevano testimoniare che il peggiore dei due era Venables. Disse agli investigatori di aver portato un fiore sul luogo del delitto perché "James sapeva che ho fatto quel che potevo per aiutarlo". Ma l'analisi del cadavere mostrò sul viso di Bulger l'impronta della scarpa di Thompson.
Jon Venables affermò che Robert Thompson era "più una ragazza che un ragazzo" e che si succhiava il pollice; sottintese che fosse stato Thompson ad abbassare i pantaloni a James. Disse che tutti i suoi guai erano iniziati quando l'aveva conosciuto e che i suoi genitori non volevano che lo frequentasse. Indagini sulle famiglie dei due bambini rivelarono che Thompson, figlio di un'alcolista, era stato ripetutamente violentato dal padre e che aveva avuto rapporti simili col fratellino, mentre Venables, figlio di genitori divorziati e patologicamente depressi, aveva un fratello maggiore e una sorella minore con problemi comportamentali. Il fratello soffriva di labbro leporino e studiava in una scuola speciale insieme alla sorella, affetta da grave handicap.
Venables era cresciuto con la sensazione di essere trascurato e aveva subito continue prese in giro dagli altri bambini a causa delle deformazioni dei fratelli, anche a causa del suo strabismo. A scuola era stato di continuo oggetto di bullismo. Aveva conosciuto Thompson a scuola, dopo che entrambi erano stati bocciati: da allora si era trasformato lui stesso in un bullo, affrontando però sempre bambini più piccoli di lui e sempre in presenza dell'amichetto. Poiché i due ragazzi, soprattutto Venables, disturbavano lo svolgersi delle lezioni, gli insegnanti avevano preso l'abitudine di isolarli. Con il passare del tempo i due avevano iniziato a marinare la scuola: la cosa aveva molto irritato i genitori di Venables che avevano proibito al figlio di rivedere Thompson. Il padre l'aveva chiuso in casa per un periodo, ove egli aveva trascorso tutto il suo tempo libero a guardare in TV film noleggiati dal genitore, in particolare film dell'orrore.

## Il processo
Nei giorni successivi all'arresto, i ragazzi furono chiamati solo "Boy A" (Thompson) e "Boy B" (Venables). Alla chiusura del processo, il giudice ritenne che i loro nomi potessero essere rivelati, in ragione dell'entità del crimine e del suo effetto sull'opinione pubblica, fornendo inoltre lunghe descrizioni del loro passato sociale e delle loro vite. Lo choc del pubblico aumentò dopo la diffusione di foto segnaletiche scattate durante l'interrogatorio, le quali mostravano due bambini spaventati: molti non riuscivano a credere che un simile crimine potesse essere stato perpetrato da persone così giovani.
5.000 manifestanti stazionarono davanti alla Corte di South Sefton durante la prima apparizione dei ragazzi dinanzi alla corte. I genitori degli accusati furono costretti a trasferirsi sotto falso nome a causa delle minacce di morte. Il processo vero e proprio ebbe luogo a Preston, e fu condotto come un processo di adulti, con gli accusati sullo scranno separati dai loro genitori. Entrambi i ragazzi sedevano di fronte alla giuria su una sedia rialzata per consentirgli di vedere oltre lo scranno progettato per adulti, affiancati da due assistenti sociali. Alcuni giornali contestarono il comportamento dei difensori. Questi aspetti furono criticati dalla Corte europea dei diritti dell'uomo, la quale affermò che i due ragazzi non avevano ricevuto un giusto processo.
I ragazzi, che non testimoniarono in propria difesa, furono giudicati colpevoli e condannati alla prigionia in un carcere minorile. Il Lord Capo di Giustizia, (Barone Taylor di Gosforth), ha detto "male e barbarie senza pari ... a mio parere, il vostro comportamento è stato astuto e molto cattivo". Giudicò successivamente che la coppia avrebbe dovuto trascorrere almeno 10 anni in custodia. Ciò fu contestato dalla Signori della Diritto (Signori d'Appello in Ordinario), che giudicò "illegale" per il Segretario aver deciso una tale sentenza per colpevoli al di sotto dei 18 anni d'età. Nell'ottobre del 2000, il Capo di Giustizia Harry Woolf (Barone Woolf) ridusse la sentenza minima di due anni, in ragione della buona condotta in carcere e per il rimorso mostrato negli anni di detenzione, ripristinando la sentenza originaria di 8 anni minimi di detenzione.
Nel 1999, gli avvocati di Venables e Thompson fecero appello al Tribunale Europeo dei Diritti dell'Uomo, affermando che il processo ai loro assistiti non era stato legale, dal momento che essi erano troppo giovani per essere giudicati da una corte per adulti. Lamentarono che l'atmosfera di eccessiva tensione aveva reso impossibile un equo processo. La Corte rispose favorevolmente. Nel giugno del 2001, dopo 6 mesi di revisione, i ragazzi furono giudicati non più una minaccia per la pubblica sicurezza e poterono essere rilasciati, essendo scaduto nel febbraio di quell'anno il termine minimo di detenzione. Il segretario David Blunkett approvò la decisione, ed essi furono rilasciati poche settimane più tardi, sotto identità segreta in base a un programma stile "protezione di testimoni". Essi vivono sotto una "licenza a vita" (libertà condizionale a vita), che consente la loro immediata incarcerazione qualora dovessero rivelarsi nuovamente dei pericoli pubblici. Inoltre, è stato loro vietato di incontrarsi.

## Controversie
Il Manchester Evening News nominò l'istituto di sicurezza nel quale i ragazzi erano stati detenuti, violando l'ingiunzione di segretezza rinnovata nel 2001. Nel dicembre di quello stesso anno, il giornale fu costretto a pagare 30.000 sterline di risarcimento alla corte e ricevette una multa di 120.000 sterline.
Il Guardian rivelò che entrambi i ragazzi si erano diplomati durante la loro detenzione. Il giornale riportò anche che la famiglia di Bulger aveva chiesto un esame per verificare se Thompson fosse uno psicopatico, citando l'assenza di rimorso durante l'interrogatorio e il processo. La sua scarsità di reazioni emotive all'epoca dei fatti, in stridente contrasto con Venables, era però stata ampiamente analizzata dagli psicologi. Al momento del rilascio, sia Thompson sia Venables avevano perso ogni traccia del loro forte accento scouse.
Nessuna significativa azione o pubblicazione contro Thompson e Venables è stata compiuta dal loro rilascio. Tuttavia, la madre di Bulger, nel 2004, ha affermato di aver ricevuto una fonte anonima che le aveva consentito di localizzare Thompson. Dopo averlo visto, era rimasta "paralizzata dall'odio", e le era stato impossibile confrontarsi con lui.
Nel 2007, fu ingiunto ad una rivista non britannica di non rivelare le nuove identità di Thompson e Venables.
Nel giugno del 2007, un videogioco basato sulla serie TV Law & Order fu ritirato dai negozi in Gran Bretagna perché contenente la famosa immagine di Venables mano nella mano con Bulger dinanzi ai grandi magazzini Strand, proveniente dalle telecamere di sorveglianza. La famiglia della vittima protestò per la cosa.
Nell'agosto del 2008, una emittente televisiva utilizzò un vero documentario sul caso per pubblicizzare il suo programma City Homicide. L'uso del documentario fu criticato dalla madre di Bulger e l'emittente si scusò.

## Vicende giudiziarie successive riguardanti Jon Venables
Il 2 marzo 2010 il Ministero della Giustizia inglese ha reso noto che Jon Venables è tornato in carcere a causa di una non meglio precisata violazione di libertà condizionata. Il ministro della Giustizia Jack Straw ha poi specificato che Venables è stato arrestato a causa di "gravissime accuse" mosse contro di lui; tuttavia ha dichiarato di "non essere in grado di dare ulteriori informazioni sui motivi del ritorno di Jon Venables in custodia cautelare, in quanto è in contrasto con l'interesse pubblico".
Il 21 giugno 2010 Venables è accusato di possesso e diffusione di materiale pedopornografico: la polizia aveva infatti trovato 57 immagini di pornografia infantile sul suo computer. Il 23 luglio Venables viene condannato a due anni di carcere per il download e la distribuzione di immagini indecenti di bambini. Nel corso del processo è emerso che Venables aveva navigato in Internet fingendosi una donna di Liverpool sposata di nome Dawn Smith e lamentava una violenza sessuale su sua figlia di 8 anni nella speranza di ottenere altro materiale pedopornografico.
Il ragazzo aveva il diritto di presentare una richiesta per la libertà vigilata nel luglio 2011, ma il 27 giugno dello stesso anno fu deciso che Venables rimanesse in custodia. Il 4 luglio 2013 è stato deciso che Venables può essere rilasciato dalla prigione: gli sarà data una quarta nuova identità e rimarrà in libertà vigilata per il resto della sua vita. Il ragazzo può tornare in carcere in qualsiasi momento in caso della minima violazione delle condizioni di licenza. Il 23 novembre 2017 viene reso noto che Venables è stato nuovamente arrestato per possesso di materiale pedopornografico e condannato a 40 mesi di prigione. Il Ministro della Giustizia inglese ha rifiutato di commentare la vicenda.
Nel 2020 gli è stata rifiutata la libertà condizionale dopo aver scontato i termini minimi della sua pena, ma è stato ritenuto non idoneo al rilascio.
Nel dicembre 2023, un tribunale ha nuovamente negato la sua liberazione, sottolineando preoccupazioni riguardo al suo comportamento e al rischio per la sicurezza pubblica.

## Arte e cultura di massa
- La cantante e chitarrista del gruppo musicale irlandese The Cranberries, Dolores O'Riordan, a seguito degli eventi compose la canzone "The icicle melts", dichiarando di essere rimasta particolarmente ferita dalle immagini del funerale.[23][23]
- Nel 2008, il drammaturgo svedese Niklas Rådström ha utilizzato le interviste e le trascrizioni degli interrogatori ai due ragazzi ed alle loro famiglie per ricreare la storia dell'omicidio. La sua rappresentazione, Monsters, si è tenuta per la prima volta, fra alterni giudizi, all'Arcola Theatre a Londra nel maggio 2009.[24]
- Nel 2018 il cortometraggio irlandese Detainment di Vincent Lambe ricostruisce il rapimento e gli interrogatori dei giovani assassini; il film ha ricevuto una nomination agli Oscar 2019. Il corto è stato presentato al Festival international du court métrage de Clermont-Ferrand nell'edizione del 2019.